# Time & Place
Time & Place – trzeci album studyjny Hugh Mundella, jamajskiego wykonawcy muzyki reggae.
Płyta została wydana w roku 1980 przez Mun Rock Records, własną wytwórnię Mundella. Nagrania zarejestrowane zostały w studiach Harry’ego J oraz Channel One w Kingston. Ich produkcją zajął się sam wokalista we współpracy z Augustusem Pablo.
Nakładem londyńskiej wytwórni Jet Star Records ukazało się kilka reedycji albumu, także na płycie CD.

## Lista utworów

### Strona A
1. "Time & Place"
2. "Great Tribulation"
3. "Rastafari's Call"
4. "Hey Mr. Richman"
5. "Live In Love"

### Strona B
1. "Short Man"
2. "Feeling Alright Girl"
3. "On How I Love H.I.M."
4. "Time Has Come"
5. "Can't Pop No Style On I"

## Muzycy
- Noel "Sowell" Bailey - gitara
- Earl "Chinna" Smith - gitara
- Dalton Brownie - gitara
- Freddie McGregor - gitara
- Tony Chin - gitara rytmiczna
- Fazel Pendergast - gitara rytmiczna
- Michael "Myrie" Taylor - gitara basowa
- George "Fully" Fullwood - gitara basowa
- Junior "Lefty Goshine" Dan - gitara basowa
- Cleveland "Clevie" Browne - perkusja
- Garth Swaby - perkusja
- Albert Malawi - perkusja
- Noel "Skully" Simms - perkusja
- Carlton "Santa" Davis - perkusja
- Leroy "Horsemouth" Wallace - perkusja
- Lidj "Ras Menelik" DaCosta - konga
- Wycliffe "Steely" Johnson - fortepian
- Paul "Pablove Black" Dixon - organy
- Augustus Pablo - fortepian, organy, ksylofon, melodyka
- Felix "Deadly Headley" Bennett - saksofon
- Theodore Benji - flet
- Norris Reid - chórki
- Delroy Williams - chórki